# Dreadful Shadows
Dreadful Shadows (англ. Жуткие тени) — немецкая готик-рок-группа.

## История группы
Группа Dreadful Shadows была образована в 1993 году в Берлине. За довольно короткий промежуток времени музыканты успели сделать первую демозапись и заключить контракт с лейблом Sounds of Delight. Уже осенью 1993 они начали работу над дебютным альбомом, который получил название Estrangement и вышел в апреле 1994 года. В его поддержку Dreadful Shadows дали несколько успешных концертов в Германии, Нидерландах, Англии и Дании, а также приняли участие в престижном готическом фестивале Zillo, выступив на одной сцене с Christian Death. После этого группа выступила ещё на нескольких крупных фестивалях в Европе и сменила лейбл на более респектабельный — подразделение Nuclear Blast под названием Deathwish Office.
Во время работы над вторым альбомом Buried Again музыканты столкнулись с непредвиденными трудностями — они были вынуждены заменить обоих гитаристов группы. Dreadful Shadows всё же выпустили диск в сентябре 1996 года. Параллельно с работой над альбомом группа гастролировала по Европе, выступая на крупных фестивалях вместе с такими известными коллективами, как Garden Of Delight и Rosetta Stone. Кроме того, синглы Dreadful Shadows стабильно попадали в немецкие готические топ-чарты.
Вновь сменив звукозаписывающую компанию (на этот раз перейдя на Oblivion Records), группа в 1998 году выпустила третий полноформатный альбом Beyond the Maze, попавший на шестую строчку альтернативного чарта Германии, и отправилась в турне вместе с Paradise Lost. Dreadful Shadows получили известность как «фестивальная» группа и неоднократно были хедлайнерами таких мероприятий, как Zillo, EuroRock и других.
Возможно, из-за разочарованных отзывов некоторых критиков об альбоме The Cycle, вышедшем в 1999 году, в 2000 году Dreadful Shadows объявили о распаде коллектива. Проведя последний тур по Германии, переиздав старые альбомы и выпустив «посмертно» компиляцию кавер-песен под названием Apology, группа перестала существовать. Её участники сосредоточились на сольных проектах, наиболее известным из которых стала группа Zeraphine, возглавленная экс-вокалистом Dreadful Shadows Свеном Фридрихом. После этого группа изредка воссоединялась, чтобы дать «специальные» концерты.
В мае 2012 года на сайте коллектива появилось сообщение, согласно которому участники Dreadful Shadows намерены реорганизовать группу под прежним названием и уже работают над новым материалом.

## Дискография

### Полноформатные альбомы
- Estrangement — 1993
- Buried Again — 1996
- Beyond the Maze — 1998
- The Cycle — 1999

### EPисинглы
- Homeless — 1995
- Burning the Shrouds — 1997
- Twist in My Sobriety — 1999
- Futility — 1999
- Apology — 2000